# 제43회 골든 글로브상
제43회 골든 글로브상은 1985년 상영된 영화 중 가장 뛰어난 영화를 수상하기 위해 1986년 1월에 열린 시상식이다. 미국,캘리포니아/비버리 힐튼 호텔에서 개최되었다.

## 수상 및 후보

### 세실 B. 데밀 상
- 바바라 스탠윅 수상

### 작품상-드라마
- 아웃 오브 아프리카 - 시드니 폴락 수상
- 위트니스 - 피터 위어
- 컬러 퍼플 - 스티븐 스필버그
- 거미 여인의 키스 - 헥터 바벤코
- 폭주 기관차 - 안드레이 콘찰로프스키

### 여우주연상-드라마
- 컬러 퍼플 - 우피 골드버그 수상
- 신의 아그네스 - 앤 밴크로프트
- 바운티풀 가는 길 - 제라르딘 페이지
- 마스크 - 쉐어
- 아웃 오브 아프리카 - 메릴 스트립

### 남우주연상-드라마
- 폭주 기관차 - 존 보이트 수상
- 인생이여 다시 한번 - 진 해크만
- 거미 여인의 키스 - 라울 줄리아
- 위트니스 - 해리슨 포드
- 거미 여인의 키스 - 윌리암 허트

### 작품상-뮤지컬코미디
- 프리찌스 오너 - 존 휴스턴 수상
- 백 투 더 퓨쳐 - 로버트 제멕키스
- 카이로의 붉은 장미 - 우디 앨런
- 코러스 라인 - 리차드 아텐보로
- 코쿤 - 론 하워드

### 여우주연상-뮤지컬코미디
- 프리찌스 오너 - 캐슬린 터너 수상
- 맥시 멜론 - 글렌 클로즈
- 머피의 로맨스 - 샐리 필드
- 카이로의 붉은 장미 - 미아 패로우
- 수잔을 찾아서 - 로잔나 아퀘트

### 남우주연상-뮤지컬코미디
- 프리찌스 오너 - 잭 니콜슨 수상
- 특근 - 크리핀 던
- 카이로의 붉은 장미 - 제프 다니엘스
- 머피의 로맨스 - 제임스 가너
- 백 투 더 퓨쳐 - 마이클 J.폭스

### 여우조연상
- 신의 아그네스 - 멕 틸리 수상
- 거미 여인의 키스 - 소냐 브라가
- 컬러 퍼플 - 오프라 윈프리
- 프리찌스 오너 - 안젤리카 휴스턴
- 인생이여 다시 한번 - 에이미 메디건
- 위트니스 - 켈리 맥길리스

### 남우조연상
- 아웃 오브 아프리카 - 클라우스 마리아 브랜다우어 수상
- 마스크 - 에릭 스톨츠
- 레모 - 조엘 그레이
- 폭주 기관차 - 에릭 로버츠
- 이어 오브 드래곤 - 존 론

### 외국어 영화상
- 오피셜 스토리 - 루이스 푸엔조 외
- 레들 대령 - 이스트반 자보
- 아빠는 출장 중 - 에미르 쿠스투리차
- 란 - 구로사와 아키라
- 태양의 해 - 크지쉬토프 자누쉬

### 감독상
- 프리찌스 오너 - 존 휴스턴 수상
- 아웃 오브 아프리카 - 시드니 폴락
- 컬러 퍼플 - 스티븐 스필버그
- 위트니스 - 피터 위어
- 코러스 라인 - 리차드 아텐보로

### 각본상
- 카이로의 붉은 장미 - 우디 앨런 수상
- 위트니스 - William Kelley 외
- 백 투 더 퓨쳐 - 로버트 제멕키스
- 프리찌스 오너 - Janet Roach
- 아웃 오브 아프리카 - 커트 루드키

### 음악상
- 아웃 오브 아프리카 - 존 배리 수상
- 이어 오브 드래곤 - 데이빗 맨스필드
- 백야 - 미첼 콜롬비어
- 위트니스 - 모리스 자르
- 컬러 퍼플 - 퀸시 존스

### 주제가상
- 백야 - Lionel Richie 수상
- 백 투 더 퓨쳐 - Johnny Colla
- 007 제14탄 - 뷰 투 어 킬 - 존 배리
- 매드 맥스 3 - Terry Britten
- 라스트 드래곤 - Diane Warren

### 미스 골든 글로브
- 캘리스타 캐러딘 수상

## 같이 보기
- 제58회 아카데미상
- 제6회 골든 래즈베리상
- 제39회 영국 아카데미 영화상